# Wild Things (ep)
 (février 2021).
Si vous disposez d'ouvrages ou d'articles de référence ou si vous connaissez des sites web de qualité traitant du thème abordé ici, merci de compléter l'article en donnant les références utiles à sa vérifiabilité et en les liant à la section « Notes et références ».
Pour les articles homonymes, voir Wild Thing.
Albums de The Creatures
Feast
(1983)
Wild Things est le premier EP de The Creatures, sorti en septembre 1981. Il s'est hissé à la 24e position des charts de singles anglais. Entièrement remasterisé en 1997, il est désormais disponible en CD sur la compilation A Bestiary of.

## Liste des titres
1. Mad Eyed Screamer
2. So Unreal
3. But Not Them
4. Wild Thing
5. Thumb